# Бухаров Олександр Євгенович
Олександр Бухаров (рос. Александр Бухаров, нар. 12 березня 1985, Брежнєв, СРСР) — російський футболіст, нападник клубу «Ростов». Виступав, зокрема, за клуби «Рубін» та «Зеніт», а також національну збірну Росії. Триразовий чемпіон Росії. Дворазовий володар Суперкубка Росії.

## Клубна кар'єра

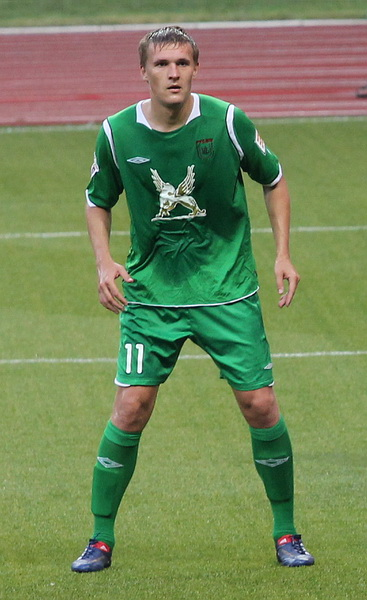
Бухаров у складі «Рубіна»

Займатися футболом розпочав у рідному місті. На дорослому рівні дебютував в 2002 році в клубі «Краснодар-2000», який виступав в зоні «Південь» другого дивізіону. Напередодні початку сезону 2003 року перейшов в новоросійський «Чорноморець», який вийшов у Прем'єр-лігу, відіграв один сезон за дубль клубу, до ігор основної команди не залучався. Наступний сезон провів у команді «Рубін-2» - фарм-клубі «Рубіна». У 2005 році почав виступати за «Рубін», грав у тому сезоні як за основну команду, так і за дубль.
На початку липня 2006 року на тренуванні «Рубіна» Бухаров отримав важку травму (розрив хрестоподібної зв'язки коліна), через яку не грав близько півроку. Наприкінці лютого 2007 року на тренувальному зборі стався рецидив цієї травми, і Олександр знову надовго вибув з ладу. На початку травня знову на тренуванні отримав аналогічну травму й вибув з ладу до кінця сезону, так і не зігравши в 2007 році в жодному офіційному матчі.
У січні 2008 року продовжив контракт з «Рубіном» на три роки. Забивши декілька важливих м'ячів, допоміг команді стати чемпіоном країни, всього в тому сезоні забив 6 м'ячів у 20 матчах.
Сезон 2009 року розпочався для Олександра вдало - в першому ж матчі чемпіонату Росії, проти «Кубані», він зробив дубль і віддав гольову передачу, матч завершився з рахунком 3:0, таким чином він взяв участь у всіх трьох голах своєї команди. На думку газети «Спорт-Експрес», Бухаров отримав оцінку 7,0 за матч, став найкращим гравцем в матчі, а також одним з найкращих в турі і увійшов до символічної збірної туру.
Олександр Бухаров став автором двох хет-триків за результатами 20 турів прем'єр-ліги-2009: 6 липня в матчі проти підмосковних «Хімок», 16 серпня в ворота грозненського «Терека».

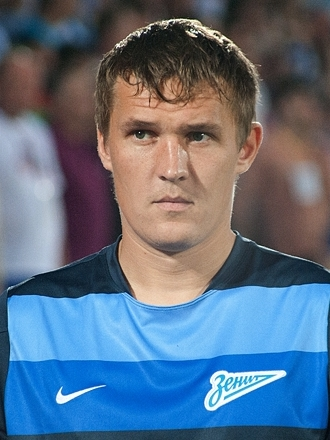
Бухаров у «Зеніті»

19 липня 2010 року Олександр перейшов у «Зеніт», підписавши контракт на 4 роки. Дебютував за «Зеніт», вийшовши на заміну у другому таймі матчу 17-го туру чемпіонату Росії з футболу проти московського «Динамо» (1:1). Перший м'яч забив у гостьовому поєдинку 19-го туру проти «Локомотива» (0:3). Олександр провів на полі всі 90 хвилин і відзначився на 67-ій хвилині після проникаючого пасу від Бистрова, зробивши рахунок 2:0 на користь «Зеніта». 21 жовтня 2010 року в матчі групового етапу Ліги Європи проти «Хайдука» забив свій перший м'яч за «Зеніт» у єврокубках. 14 листопада 2010 року став чемпіоном Росії в складі «Зеніту». У 28-му турі «Зеніт» обіграв «Ростов» з рахунком 5:0, а Бухаров відзначився дублем.
Увечері 2 вересня 2013 року Бухаров був затриманий співробітниками правоохоронних органів у VIP-залі очікування аеропорту Пулково, де футболіст очікував свій рейс у Казань: усім футболістам «Зеніту», які не були викликані в національні збірні, надали короткострокову відпустку. Причиною послужило те, що Бухаров, перебуваючи в стані сильного алкогольного сп'яніння, влаштував дебош. Ніч форвард петербурзького клубу провів у відділенні поліції, де йому було пред'явлене звинувачення в скоєнні адміністративного правопорушення за статтею 20.1 КоАП РФ «Дрібне хуліганство».
У січні 2014 року перейшов на правах оренди до кінця сезону в махачкалінський «Анжі». Першим голом за «Анжі» Бухаров відзначився в 20 турі чемпіонату Росії в ворота казанського «Рубіна». 20 травня 2014 року Олег Артемов, агент нападаючого Олександра Бухарова, повідомив, що його клієнт не повернеться в «Зеніт», якому він належав до останнього часу. Весняну частину сезону російської Прем'єр-ліги нападник провів на правах оренди в махачкалинському «Анжі».
2 липня 2014 року підписав контракт з «Ростовом» терміном на два роки. Відтоді встиг відіграти за ростовську команду 71 матч в національному чемпіонаті.

## Виступи за збірні
Виступав за юнацьку, студентську та молодіжну збірні Росії. На Універсіаді 2005 року, яка пройшла в Ізмірі, став найкращим бомбардиром російської команди.
21 серпня 2009 року отримав виклик до національної збірної Росії. Дебютував у збірній 14 жовтня 2009 року, вийшовши на 64-ій хвилині на заміну замість Володимира Бистрова в матчі проти збірної Азербайджану. При Адвокаті вийшов на поле в товариському матчі з Бельгією, після чого в збірну не викликався.
19 серпня 2011 року було викликано до табору другої збірної Росії на матч з олімпійською збірною Білорусі.
13 березня 2017 року був викликаний до збірної Станіславом Черчесовим. У матчі проти збірної Кот-д'Івуару (0:2) вийшов у стартовому складі. 28 березня в матчі проти збірної Бельгії (3:3) відзначився голом.
У складі збірної був учасником розіграшу Кубка конфедерацій 2017 року у Росії.

## Статистика виступів

### Клубна
По состоянию на 17 мая 2017 года
| Клуб              | Сезон             | Ліга  | Ліга | Кубки | Кубки | Єврокубки | Єврокубки | Загалом | Загалом |
| Клуб              | Сезон             | Матчі | Голи | Матчі | Голи  | Матчі     | Голи      | Матчі   | Голи    |
| ----------------- | ----------------- | ----- | ---- | ----- | ----- | --------- | --------- | ------- | ------- |
| «Чорноморець»     | 2003              | 0     | 0    | 0     | 0     | 0         | 0         | 0       | 0       |
| «Чорноморець»     | Загалом           | 0     | 0    | 0     | 0     | 0         | 0         | 0       | 0       |
| «Рубін»           | 2005              | 8     | 2    | 1     | 0     | 0         | 0         | 9       | 2       |
| «Рубін»           | 2006              | 8     | 5    | 5     | 1     | 0         | 0         | 13      | 6       |
| «Рубін»           | 2007              | 15    | 0    | 0     | 0     | 0         | 0         | 0       | 0       |
| «Рубін»           | 2008              | 20    | 6    | 0     | 0     | 0         | 0         | 20      | 6       |
| «Рубін»           | 2009              | 23    | 16   | 2     | 0     | 4         | 0         | 29      | 16      |
| «Рубін»           | 2010              | 12    | 4    | 1     | 1     | 4         | 2         | 17      | 7       |
| «Рубін»           | Загалом           | 86    | 33   | 9     | 2     | 8         | 2         | 103     | 37      |
| «Зеніт» (СПб)     | 2010              | 10    | 4    | 0     | 0     | 7         | 3         | 17      | 7       |
| «Зеніт» (СПб)     | 2011/12           | 31    | 6    | 4     | 2     | 6         | 0         | 41      | 8       |
| «Зеніт» (СПб)     | 2012/13           | 9     | 1    | 3     | 0     | 1         | 0         | 13      | 1       |
| «Зеніт» (СПб)     | 2013/14           | 4     | 0    | 1     | 0     | 2         | 1         | 6       | 1       |
| «Зеніт» (СПб)     | Загалом           | 54    | 11   | 6     | 2     | 13        | 4         | 73      | 17      |
| «Анжі»            | 2013/14           | 10    | 2    | 0     | 0     | 4         | 0         | 14      | 2       |
| «Анжі»            | Загалом           | 10    | 2    | 0     | 0     | 4         | 0         | 14      | 2       |
| «Ростов»          | 2014/15           | 28    | 5    | 2     | 0     | 2         | 0         | 32      | 5       |
| «Ростов»          | 2015/16           | 25    | 3    | 0     | 0     | 0         | 0         | 25      | 3       |
| «Ростов»          | 2016/17           | 18    | 6    | 0     | 0     | 9         | 1         | 26      | 7       |
| «Ростов»          | Загалом           | 71    | 14   | 2     | 0     | 11        | 1         | 84      | 15      |
| Усього за кар'єру | Усього за кар'єру | 221   | 60   | 17    | 4     | 36        | 7         | 274     | 71      |

### Статистика виступів за збірну
Загалом: 7 матчів / 1 гол; 2 перемоги, 3 нічиї, 2 поразки.

## Титули й досягнення

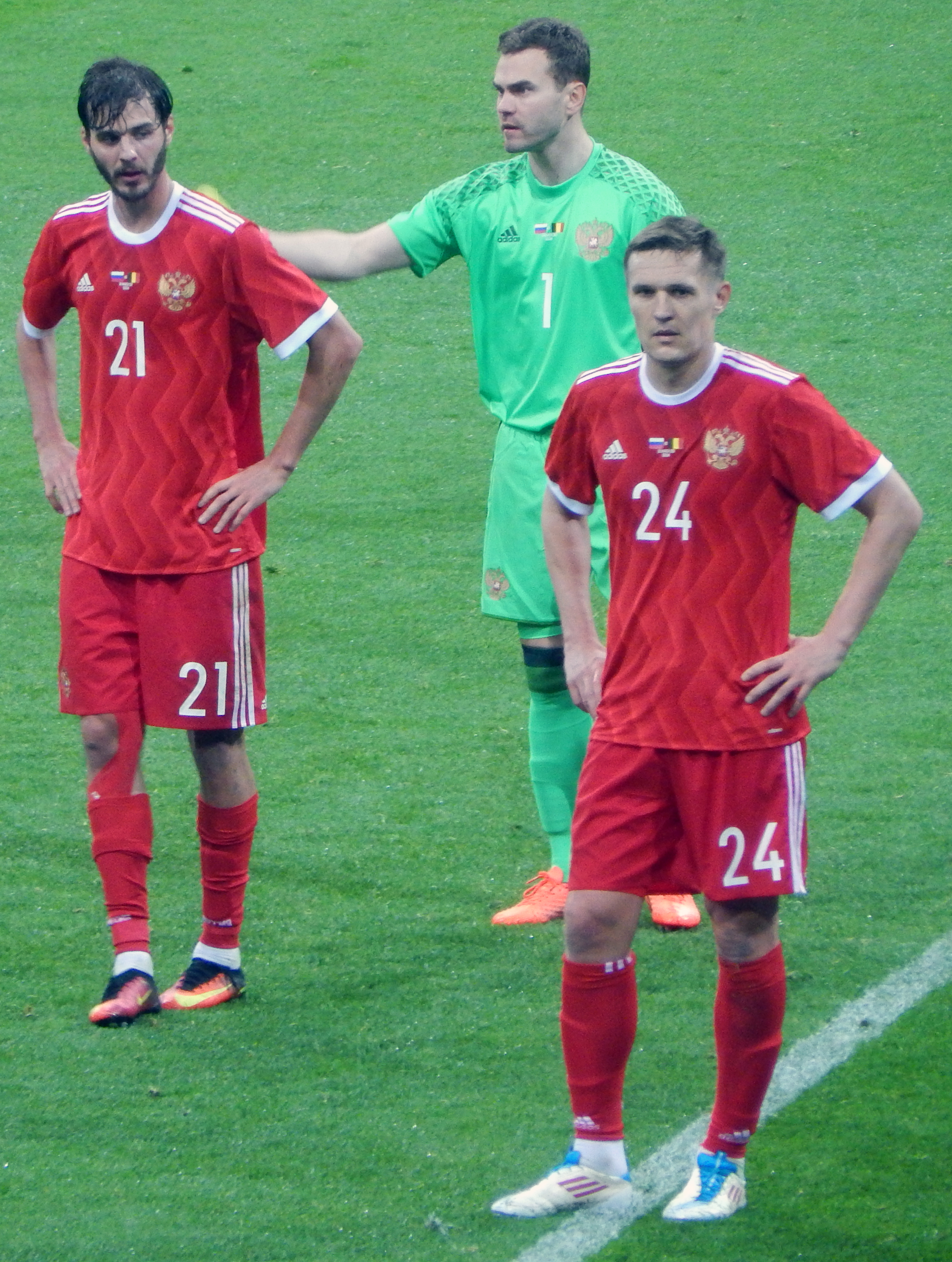
Бухаров (праворуч) в матчі за збірну проти бельгійців в Сочі (2017)

### Командні
Рубін
- Прем'єр-ліга:
  -  Чемпіон (2): 2008, 2009

- Кубок Росії
  -  Фіналіст (1): 2008/09

- Суперкубок Росії
  -  Володар (1): 2010

Зеніт
- Прем'єр-ліга:
  -  Чемпіон (2): 2010, 2011/12

- Суперкубка Росії
  -  Володар (1): 2011

### Особисті
- У списках 33 найкращих футболістів чемпіонату Росії (1): № 2 (2009)
- Друге місце за кількістю забитих голів в Прем'єр-лізі (2009 рік)[11]
- Третє місце за системою гол + пас Прем'єр-ліги в 2009 році[12]